# Дяковський Мирослав

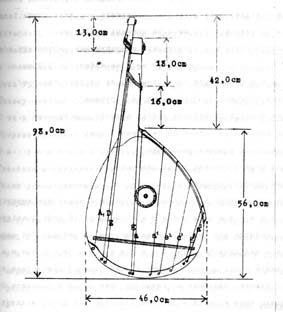
Бандура М. Дяковського

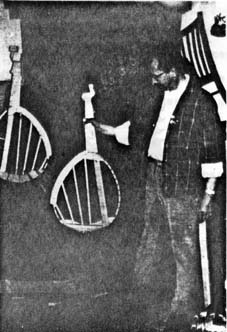
М. Дяковський з коряком бандури його конструкції

Миросла́в Дякóвський — (Morris J. Diakowsky)  (Народився 20 січня, 1927 р. в Монреалі, Канада - помер 8 листопада, 2019.) — бандурист, учень З. Штокалка. Автор статей про бандуру та виробництва бандури в Українській діаспорі.
Основоположник ансамблю бандуристів «Кобза» в Мюнхені, Німеччина. Працював на "Радіо Свобода". Майстер бандур. Жив в Торонто. Записав платівку «Казки Козака Байдака» (в супроводі бандури) — народні казки для дітей різного віку для фірми «Русалка» (1. Кирило Кожум'яка. 2. Котик і півник, 3. Дідова ріпка, 4. Чарівна сопілка, 5. Івасик Телесик.). Довгий час працював на радіостанції Голос Америки в Мюнхені.

## Праці
- Diakowsky, M. «A Note on the History of the Bandura» // The Annals of the Ukrainian Academy of Arts and Sciences in the U.S. — 4, 3-4 № 1419, N.Y. 1958 — С.21-22
- Diakowsky, M. J. The Bandura // The Ukrainian Trend, 1958, №I, — С.18-36
- Diakowsky, M. Anyone can make a bandura — I did // The Ukrainian Trend, Volume 6